# 風来坊 (ふきのとうの曲)
「風来坊」（ふうらいぼう）は、ふきのとうの8枚目のシングル楽曲。1977年7月21日にCBSソニーよりリリースされた。

## 解説
5枚目のアルバム『風来坊』の先行シングルとしてリリースされた。
発売直後に熊本で行われたコンサートで「風来坊」が流れると、会場が異様な熱気に包まれたと山木康世は懐古している。それを目の当たりにした海援隊の武田鉄矢が「『風来坊』のような曲を作ってくれ」と依頼されたことをきっかけに制作したのが、翌年に発表した「思えば遠くへ来たもんだ」である。
4枚目のシングル「街はひたすら」（最高81位）以来、約2年ぶりにオリコンチャートにランクインされ、20万枚の売上を記録した。

## 収録曲

### Side A
1. 風来坊（4分1秒）
  - 作詞・作曲:山木康世／編曲:瀬尾一三

### Side B
1. 僕…（4分4秒）
  - 作詞・作曲:細坪基佳／編曲:瀬尾一三

## カバー
風来坊
- 2018年、エビナマスジ（アルバム『天衣無縫 〜A Tribute to YAMAKI YASUYO〜』に収録）